# Бенсон (округ, Північна Дакота)
Шаблон:StateAbbr_ 48°04′ пн. ш. 99°22′ зх. д. / 48.07° пн. ш. 99.36° зх. д.
Округ Бенсон (англ. Benson County) — округ (графство) у штаті Північна Дакота, США. Ідентифікатор округу 38005.

## Історія
Округ утворений 1884 року.

## Демографія
За даними перепису
2000 року
загальне населення округу становило 6964 осіб, усе сільське.
Серед мешканців округу чоловіків було 3518, а жінок — 3446. В окрузі було 2328 домогосподарств, 1701 родин, які мешкали в 2932 будинках.
Середній розмір родини становив 3,48.
Віковий розподіл населення поданий у таблиці:
| Стать    | До 15 років | 15-21 | 22-29 | 30-39 | 40-49 | 50-65 | 65-85 | Понад 85 |
| -------- | ----------- | ----- | ----- | ----- | ----- | ----- | ----- | -------- |
| Чоловіки | 1035        | 428   | 258   | 459   | 436   | 469   | 380   | 53       |
| Жінки    | 1023        | 372   | 259   | 392   | 426   | 466   | 412   | 96       |

## Суміжні округи
- Таунер — північ
- Ремсі — північний схід
- Нелсон — схід
- Едді — південний схід
- Веллс — південний захід
- Пієрс — захід

## Виноски
1. ↑  US Decennial Census. US Census Bureau. Архів оригіналу за 26 квітня 2015. Процитовано 27 січня 2015.
2. ↑  Historical Census Browser. University of Virginia Library. Архів оригіналу за 11 серпня 2012. Процитовано 27 січня 2015.
3. ↑  Forstall, Richard L., ред. (27 березня 1995). Population of Counties by Decennial Census: 1900 to 1990. US Census Bureau. Архів оригіналу за 5 березня 2015. Процитовано 27 січня 2015.
4. ↑  Census 2000 PHC-T-4. Ranking Tables for Counties: 1990 and 2000 (PDF). US Census Bureau. 2 квітня 2001. Архів оригіналу (PDF) за 18 грудня 2014. Процитовано 27 січня 2015.
5. ↑  State & County QuickFacts. Бюро перепису населення США. Архів оригіналу за 7 липня 2011. Процитовано 31 жовтня 2013. [Архівовано 2011-06-07 у Wayback Machine.](англ.) Наведено за англійською вікіпедією.
6. ↑  American FactFinder. Бюро перепису населення США. Архів оригіналу за 26 лютого 2012. Процитовано 31 січня 2008. [Архівовано 2008-05-21 у Wayback Machine.]

| США | Це незавершена стаття з географії США. Ви можете допомогти проєкту, виправивши або дописавши її. |